# Windpark Sternwald
Der Windpark Sternwald ist ein Windpark in der Gemeinde Vorderweißenbach im Bezirk Urfahr-Umgebung (Oberösterreich). 

## Lage
Der Windpark Sternwald liegt im Norden der Gemeinde Vorderweißenbach im namensgebenden Sternwald, der Teil des Böhmerwalds ist. Die Anlagen erstrecken sich über eine Fläche von rund 100 ha und rund 2 km Länge knapp südlich der Staatsgrenze zu Tschechien.

## Geschichte
Der Windpark wurde 2003 eröffnet und bestand ursprünglich aus nur einer Windkraftanlage vom Typ Vestas V100-2.0 MW mit einer Nabenhöhe von 100 Metern sowie einem Rotordurchmesser von 80 Metern (Sternwald I).
Im Jahr 2005 erfolgte die Erweiterung der Anlage um sechs Anlagen des Typs Vesta V90-2.0 MW mit 105 m Nabenhöhe und 90 m Rotordurchmesser (Sternwald II).
Am 18. September 2016 wurde die Eröffnung des Windparks Sternwald 3 im Rahmen eines Frühschoppens der Freiwilligen Feuerwehr Vorderweißenbach gefeiert. Die letzte Ausbaustufe umfasste zwei Anlagen des Typs Vestas V112 mit 2,975 MW mit 140 m Nabenhöhe und 112 m Rotordurchmesser.